# Langquaid
Langquaid là một đô thị thuộc huyện Kelheim, bang Bayern, Đức.
Các làng trực thuộc đô thị Langquaid:
- Adlhausen
- Hellring
- Leitenhausen
- Niedeleierndorf
- Oberleierndorf
- Paring
- Unterschneidhart
- Mitterschneidhart
- Oberschneidhart